# Pałac w Polance
Pałac w Polance – wybudowany w XIX w. w  Polance.

## Położenie
Pałac położony jest we wsi Polanka w Polsce, w województwie dolnośląskim, w powiecie legnickim, w gminie Ruja.

## Historia
Obiekt jest częścią zespołu pałacowego, w skład którego wchodzi jeszcze park.